# A Salty Dog
A Salty Dog studijski je album britanskog rock sastava Procol Haruma koji izlazi u lipnju 1969.g. Album navodno sadrži pomorske teme što je prikazano i na omotu albuma, ali i dalje ostaju vjerni rocku, bluesu i popu. Naslovna skladba nalazi se na prvom mjestu i na njoj se nalaze mnogi zvučni efekti kao i pratnja orkestra. Inače skladba se može naći i na njihovom albumu s izvedbom u živo, koji izlazi tri godine kasnije. Glazbene tenzije polako rastu u sastavu i to je početak razlaza s gitaristom i pjevačem Robinom Trowerom. Njegov jedinstveni zvuk gitare ostaje integriran u mnogim skladbama koje se snimio sa sastavom "Procol Harum".

## Popis pjesama
1. "A Salty Dog" - 4:41 (Gary Brooker/Keith Reid)
2. "The Milk of Human Kindness" - 3:47 (Gary Brooker/Keith Reid)
3. "Too Much Between Us" - 3:45 (Gary Brooker/Robin Trower/Keith Reid)
4. "The Devil Came From Kansas" - 4:38 (Gary Brooker/Keith Reid)
5. "Boredom" - 4:34 (Gary Brooker/Matthew Fisher/Keith Reid)
6. "Juicy John Pink" - 2:08 (Robin Trower/Keith Reid)
7. "Wreck of the Hesperus" - 3:49 (Matthew Fisher/Keith Reid)
8. "All This and More" - 3:52 (Gary Brooker/Keith Reid)
9. "Crucifiction Lane" - 5:03 (Robin Trower/Keith Reid)
10. "Pilgrim's Progress" - 4:32 (Matthew Fisher/Keith Reid)

Bonus skladbe dodane na album u reizdanju iz 1999. od izdavačke kuće "Westside":
1. "Long Gone Geek" - B-strana singl izdanje i "A Salty Dog"
2. "All This And More"
3. "The Milk Of Human Kindness" (instrumentalna verzija)
4. "Pilgrim's Progress" (instrumentalna verzija)
5. "McGreggor" - skladba se originalno prethodno zvala "Shine On Brightly"
6. "Still There'll Be More"

## Izvođači
- Matthew Fisher - orgulje, ritam gitara, klavir, vokal, producent
- Dave Knights - bas-gitara
- B.J. Wilson - bubnjevi
- Robin Trower - gitara, vokal
- Gary Brooker - pianino, vokal
- Keith Reid - tekst

## Vanjske poveznice
- Album na stranicama Procol Haruma
- Skladbe na reizdanju